# Ácido de açúcar
Ácidos de açúcar são monossacarídeos que possuem um grupo carboxila.
Principais classes de ácidos de açúcar incluem:
- Ácido aldônico, em que o grupo aldeído de uma aldose é oxidado;[2]
- Ácido ulosônico, em que o primeiro grupo hidroxila de uma 2-cetose é oxidado, criando um α-cetoácido;[3]
- Ácido urônico, em que o grupo hidroxil terminal de uma aldose ou cetose é oxidado;[4]
- Ácido aldárico, em que ambas as extremidades de uma aldose são oxidadas.[5]

## Exemplos
Exemplos de ácidos de açúcar incluem:
- Ácidos aldônicos
  - Ácido glicérico (3C)
  - Ácido xilônico (5C)
  - Ácido glucônico (6C)
  - Ácido ascórbico (6C, lactona insaturada)
- Ácidos ulosônicos
  - Ácido neuramínico (ácido 5-amino-3,5-didesoxi-D-glícero-D-galacto-non-2-ulosônico)
  - Ácido cetodesoxioctulosônico (CDO ou ácido 3-desoxi-D-mano-oct-2-ulosônico)
- Ácidos urônicos
  - Ácido glucurônico (6C)
  - Ácido galacturônico (6C)
  - Ácido idurônico (6C)
- Ácido aldáricos
  - Ácido tartárico (4C)
  - Ácido meso-galactárico (Ácido múcico) (6C)
  - Ácido D-glucárico (Ácido sacárico) (6C)

|  |  |